# Erythrura viridifacies
Erythrura viridifacies là một loài chim trong họ Estrildidae.